# Thomas Johann Seebeck
Thomas Johann Seebeck (Tallinn, 9 aprile 1770 – Berlino, 10 dicembre 1831) è stato un fisico estone, scopritore dell'effetto termoelettrico.
Nato a Reval (l'odierna Tallinn), in una benestante famiglia di mercanti del Mar Baltico. Si guadagnò un diploma in medicina presso l'Università di Göttingen nel 1802, ma i suoi studi si orientarono progressivamente a favore della fisica. Fino al 2005 fu creduto che nel 1821 scoprì l'effetto termoelettrico, rinominato in suo onore effetto Seebeck, ma che in realtà fu scoperto prima da Alessandro Volta nel 1787. 
L'effetto consiste nel passaggio di corrente elettrica quando due metalli dissimili posti a temperature diverse sono congiunti tra loro. È alla base del funzionamento delle moderne termopile e termocoppie.

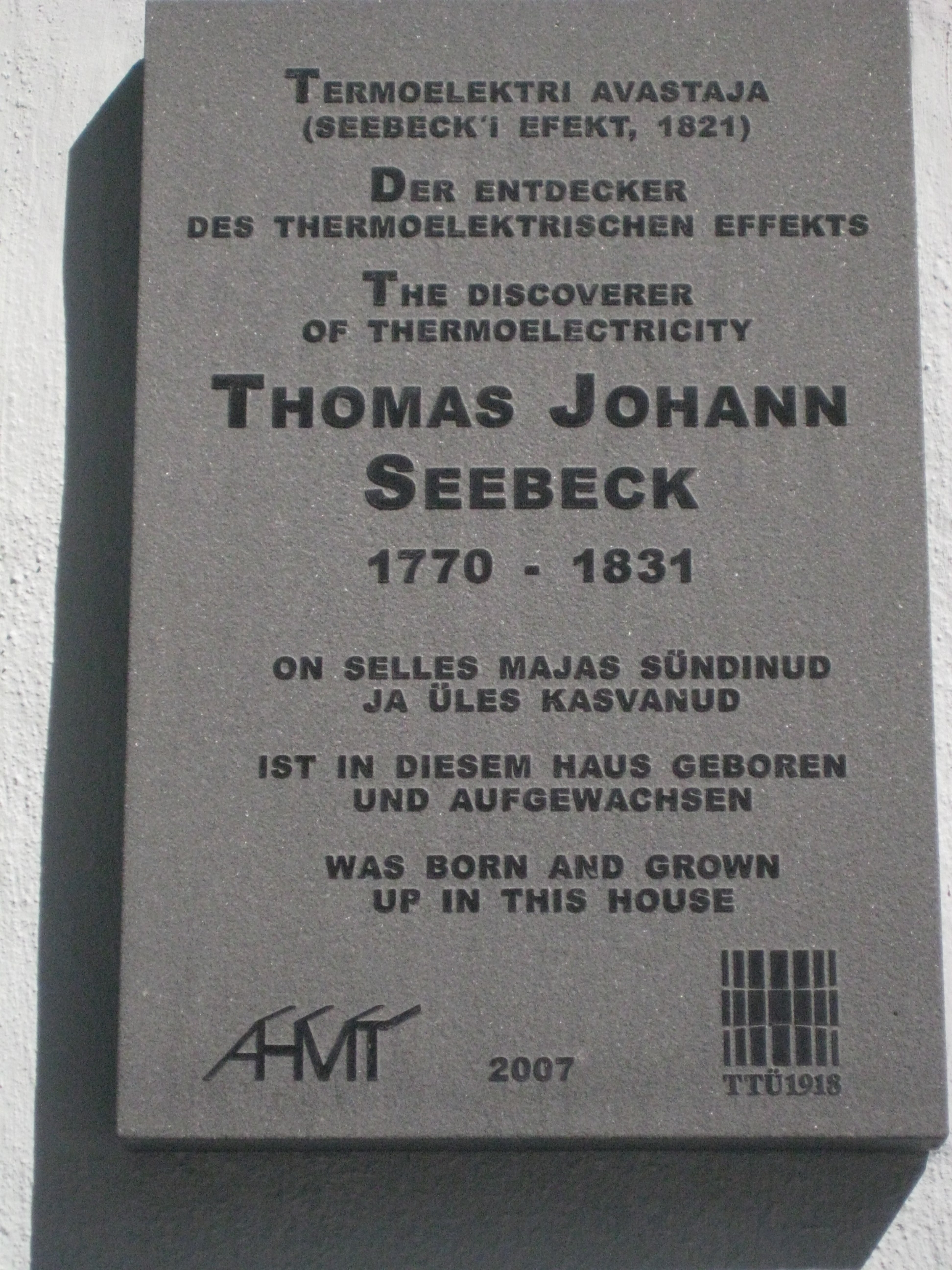